# 한국호텔경영학회
한국호텔외식관광경영학회는 호스피탈리티 경영과 이에 관련되는 학문연구를 통하여 한국 호스피탈리티 산업의 발전에 기여하며, 국민 여가생활의 질적 향상과 관련 국가 정책 수립에 이바지하기 위하여 2007년 4월 10일 설립된 대한민국 문화체육관광부 소관의 사단법인이다. 사무실은 서울특별시 강남구 논현로151길 11, 4층 (신사동)에 있다.

## 주요 사업
- 회원의 연구결과의 발표회 및 학술회의 개최
- 학술지 및 연구 간행물의 발간
- 호텔경영학 연구 자료의 교환 및 보급
- 국내외 관련 단체와의 공동사업 및 연결
- 기타 재단의 목적에 부합하는 사업